# Litarcturus lillei
Litarcturus lillei is een pissebed uit de familie Antarcturidae. De wetenschappelijke naam van de soort is voor het eerst geldig gepubliceerd in 1921 door Walter Medley Tattersall.